# Domenico Spotorno
Domenico Spotorno (Savona, XVII secolo – Ales, 17 giugno 1702) è stato un architetto italiano.

## Biografia
Originario di Savona, è noto per il suo contributo alla diffusione dello stile barocco in Sardegna, dove ha realizzato importanti opere architettoniche. Pur avendo lasciato un'impronta molto importante nella storia dell'architettura seicentesca sarda, le notizie sulla sua vita sono molto scarse.

## Stile
Lo stile di Spotorno è una fusione tra elementi manieristi e barocchi. Le sue opere si distinguono per la monumentalità, l’equilibrio compositivo e la sobrietà decorativa, riflettendo una formazione ligure adattata al contesto sardo.

## Opere principali

### Cattedrale dei Santi Pietro e Paolo, Ales
Spotorno fu incaricato della ricostruzione della cattedrale di Ales rovinata da un incendio, iniziata nel 1634 e completata nel 1687. Il progetto, in stile barocco, fu affidato all'architetto savonese, che portò con sé maestranze dalla Liguria. Spotorno morì nel comune dell'Oristanese il 17 giugno 1702 e fu sepolto nella stessa cattedrale.

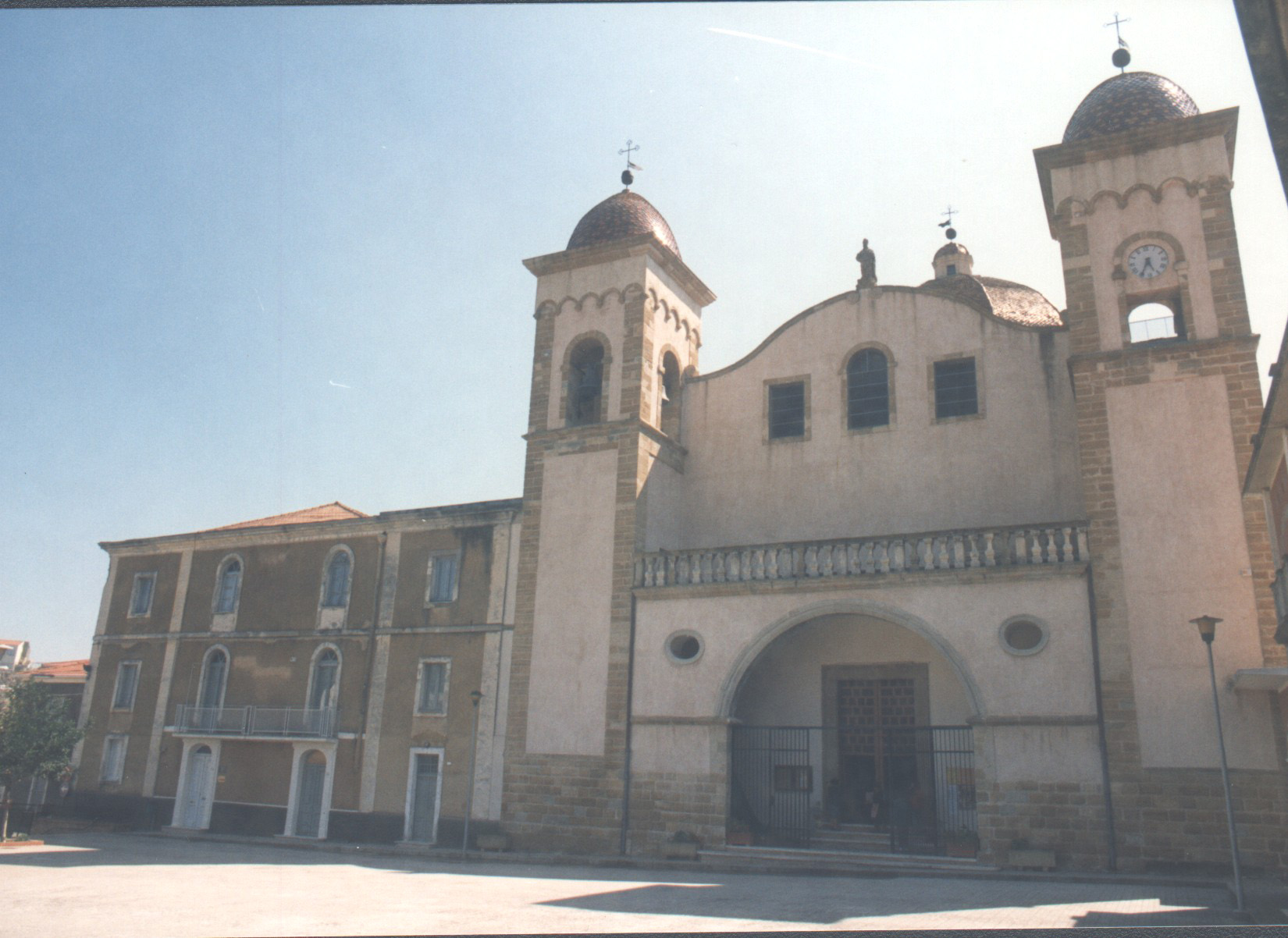
Facciata della cattedrale di Ales

### Cattedrale di Santa Maria, Cagliari
Dal 1669 al 1674, sotto la direzione di monsignor Pietro De Vico, Spotorno, con la collaborazione degli scalpellini liguri Solario e Aprile, partecipò alla trasformazione della cattedrale di Cagliari, conferendole un aspetto barocco. I lavori includevano l'innalzamento delle pareti, la sostituzione delle colonne con pilastri e la creazione di volte e cupole.

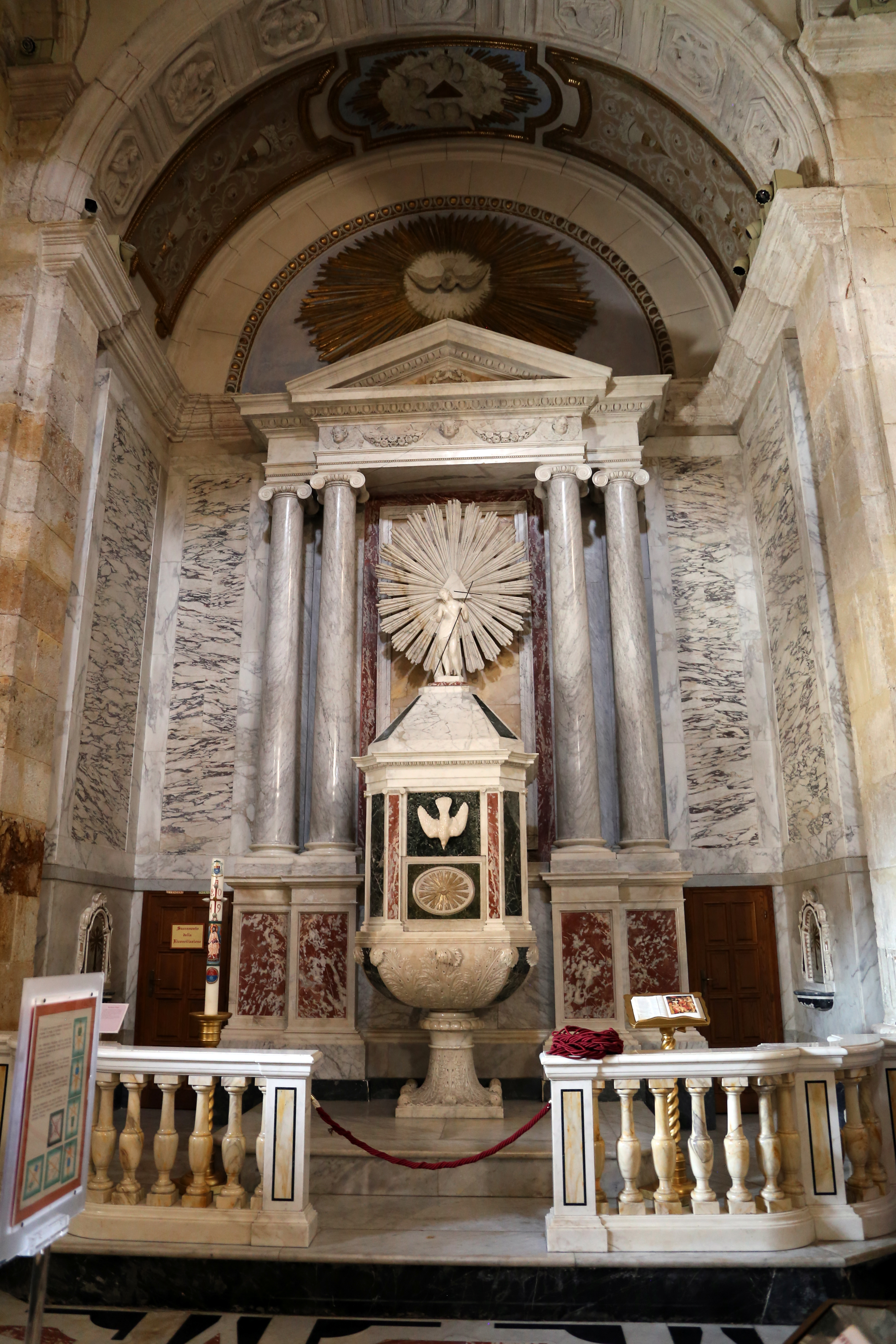
Battistero di Santa Maria di Cagliari

In particolare si occupò della Cappella del Battistero, e per farlo demolì due lati del campanile. La cappella venne ristrutturata da Francesco Cucchiari in stile neoclassico nel 1824. Dell'originale secentesco rimane il vascone marmoreo che serviva a conservare l'acqua benedetta.

### Chiesa di San Michele, Alghero
Tra il 1661 e il 1675, Spotorno guidò la ricostruzione della chiesa di San Michele ad Alghero, che è oggi una delle sue eredità più riconoscibili e rappresenta un importante riferimento per lo studio dell’architettura sacra seicentesca nell’isola.

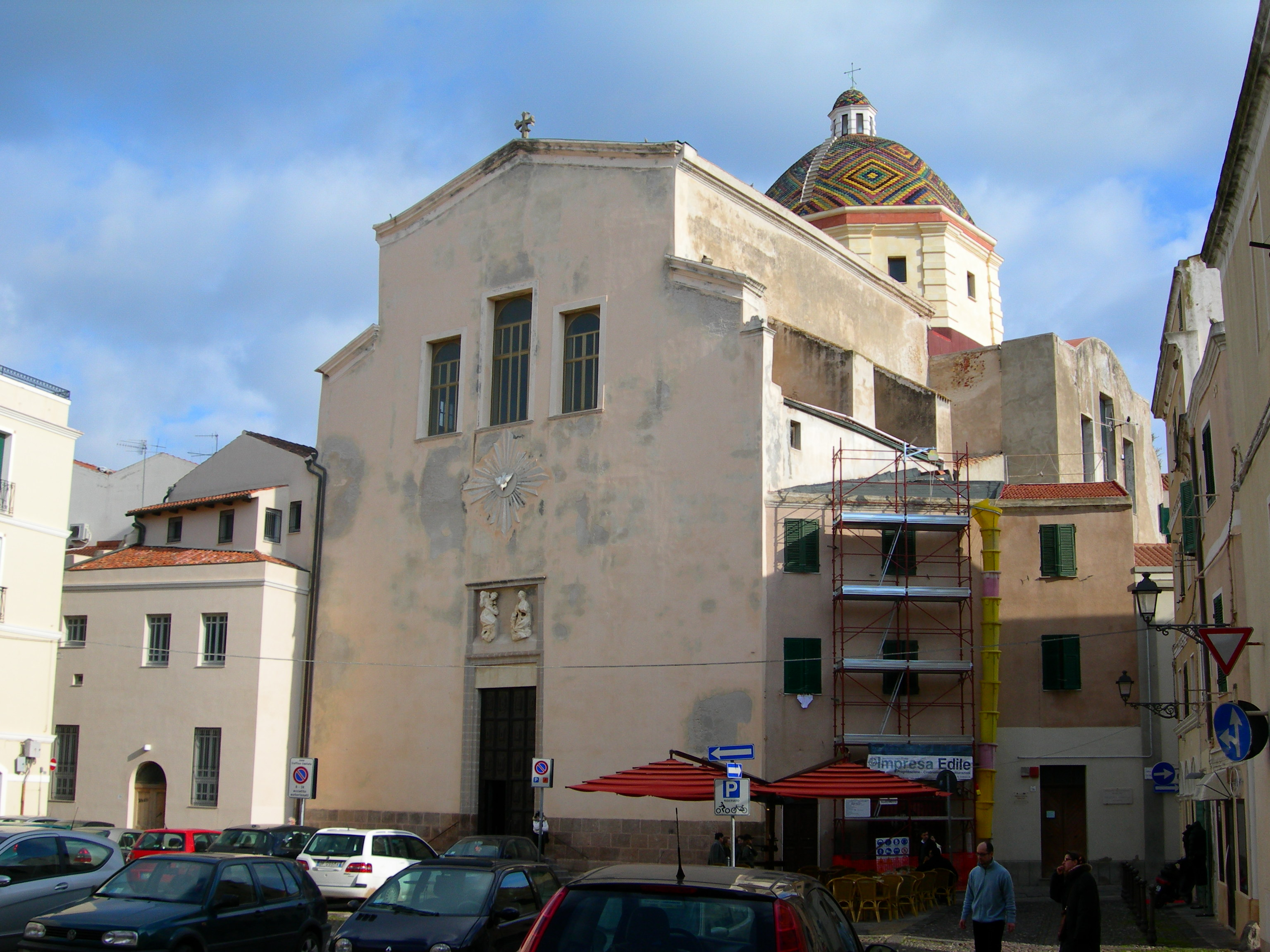
Facciata di San Michele di Alghero

### Chiesa di Santa Barbara, Villacidro
Nel 1670, Spotorno fu incaricato della ristrutturazione della chiesa di Santa Barbara a Villacidro.

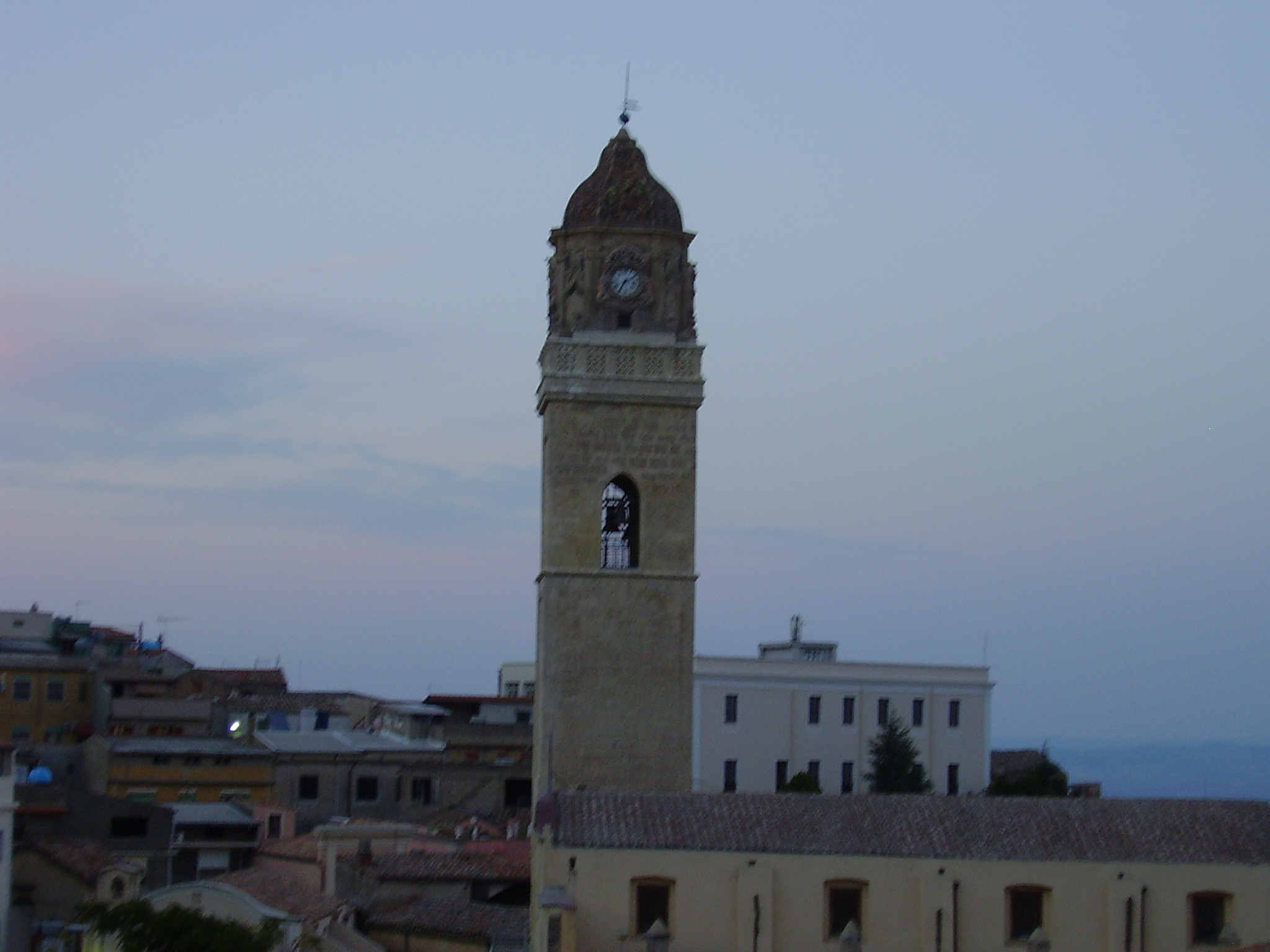
Il campanile di Santa Barbara di Villacidro

### Chiesa di Sant'Ignazio di Loyola e Collegio gesuitico, Oliena
Nel 1655, l'architetto ligure si occupò della progettazione dell'edificio sacro da affiancare al Collegio gesuitico del villaggio barbaricino, anch'esso progettato da Spotorno, e costruito su quella che fu l'abitazione del rettore Giovanni Angelo Salis. Fu proprio il Salis, che fece un lascito a favore della Compagnia di Gesù, a voler l'edificazione di un collegio-convento e di una chiesa. Il lavori si protrassero talmente a lungo, che non erano ancora terminati quando i gesuiti lasciarono Oliena.

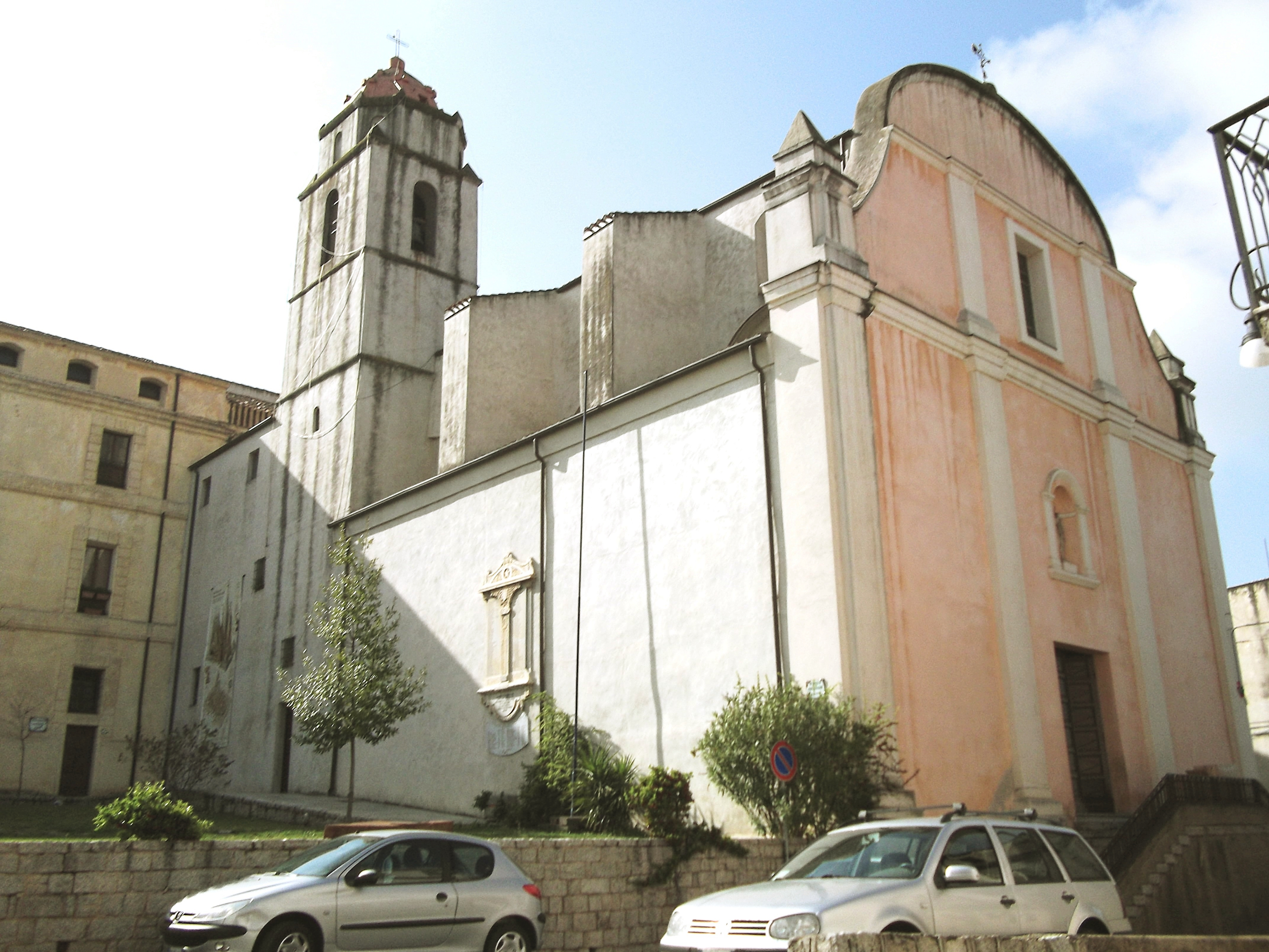
Sant'Ignazio di Loyola, chiesa parrocchiale di Oliena

Menzione speciale merita l'altare, decorato con tutti gli elementi tipici del barocco: festoni, ghirlande, conchiglie, ovoli, foglie stilizzate e colonne policrome.